# Vela nos Jogos Olímpicos de Verão de 2008
A vela nos Jogos Olímpicos de Verão de 2008 foi disputada entre os dias 9 e 21 de agosto. As competições das diversas classes ocorreram no Centro Internacional de Vela de Qingdao, na China.

## Calendário
| Agosto | 6 | 7 | 8 | 9 | 10 | 11 | 12 | 13 | 14 | 15 | 16 | 17 | 18 | 19 | 20 | 21 | 22 | 23 | 24 |
| ------ | - | - | - | - | -- | -- | -- | -- | -- | -- | -- | -- | -- | -- | -- | -- | -- | -- | -- |
| Vela   |   |   |   |   |    |    |    |    |    |    |    | 3  | 2  | 2  | 2  | 2  |    |    |    |

|  | Dia de competição |  | Dia de final |

## Eventos
A vela olímpica consiste de quatro classes para homens, quatro para mulheres e três mistas, totalizando 11 eventos. Algumas classes sofreram alteração no tipo de equipamento com relação aos Jogos de 2004. O Neil Pryde RS:X masculino e feminino substituirá a classe Mistral em ambas as categorias e a classe Laser Radial substituirá a classe Europa feminino.
| Masculino - RS:X - Laser - 470 - Star | Feminino - RS:X - Laser Radial - 470 - Yngling | Misto - Finn - 49er - Tornado |

## Medalhistas
Masculino
| Evento         | Ouro                                       | Prata                                      | Bronze                                         |
| -------------- | ------------------------------------------ | ------------------------------------------ | ---------------------------------------------- |
| RS:X detalhes  | Tom Ashley NZL Nova Zelândia               | Julien Bontemps FRA França                 | Shahar Zubari ISR Israel                       |
| Laser detalhes | Paul Goodison GBR Grã-Bretanha             | Vasilij Žbogar SLO Eslovênia               | Diego Romero ITA Itália                        |
| 470 detalhes   | Nathan Wilmot Malcolm Page AUS Austrália   | Nick Rogers Joe Glanfield GBR Grã-Bretanha | Nicolas Charbonnier Olivier Bausset FRA França |
| Star detalhes  | Iain Percy Andrew Simpson GBR Grã-Bretanha | Robert Scheidt Bruno Prada BRA Brasil      | Fredrik Lööf Anders Ekström SWE Suécia         |

Feminino
| Evento                | Ouro                                                 | Prata                                                        | Bronze                                                            |
| --------------------- | ---------------------------------------------------- | ------------------------------------------------------------ | ----------------------------------------------------------------- |
| RS:X detalhes         | Yin Jian CHN China                                   | Alessandra Sensini ITA Itália                                | Bryony Shaw GBR Grã-Bretanha                                      |
| Laser Radial detalhes | Anna Tunnicliffe USA Estados Unidos                  | Gintarė Volungevičiūtė LTU Lituânia                          | Xu Lijia CHN China                                                |
| 470 detalhes          | Elise Rechichi Tessa Parkinson AUS Austrália         | Marcelien de Koning Lobke Berkhout NED Países Baixos         | Fernanda Oliveira Isabel Swan BRA Brasil                          |
| Yngling detalhes      | Sarah Ayton Sarah Webb Pippa Wilson GBR Grã-Bretanha | Mandy Mulder Annemieke Bes Merel Witteveen NED Países Baixos | Sofia Bekatorou Sofia Papadopoulou Virginia Kravarioti GRE Grécia |

Misto
| Evento           | Ouro                                        | Prata                                                  | Bronze                                        |
| ---------------- | ------------------------------------------- | ------------------------------------------------------ | --------------------------------------------- |
| Finn detalhes    | Ben Ainslie GBR Grã-Bretanha                | Zach Railey USA Estados Unidos                         | Guillaume Florent FRA França                  |
| 49er detalhes    | Jonas Warrer Martin Kirketerp DEN Dinamarca | Iker Martínez de Lizarduy Xabier Fernández ESP Espanha | Jan-Peter Peckolt Hannes Peckolt GER Alemanha |
| Tornado detalhes | Antón Paz Fernando Echávarri ESP Espanha    | Darren Bundock Glenn Ashby AUS Austrália               | Santiago Lange Carlos Espínola ARG Argentina  |

## Quadro de medalhas
| Ordem | País               | Medalha de ouro | Medalha de prata | Medalha de bronze |    | Ordem por total |
| ----- | ------------------ | --------------- | ---------------- | ----------------- | -- | --------------- |
| 1     | GBR Grã-Bretanha   | 4               | 1                | 1                 | 6  | 1               |
| 2     | AUS Austrália      | 2               | 1                |                   | 3  | 2               |
| 3     | ESP Espanha        | 1               | 1                |                   | 2  | 4               |
| 3     | USA Estados Unidos | 1               | 1                |                   | 2  | 4               |
| 5     | CHN China          | 1               |                  | 1                 | 2  | 4               |
| 6     | DEN Dinamarca      | 1               |                  |                   | 1  | 10              |
| 6     | NZL Nova Zelândia  | 1               |                  |                   | 1  | 10              |
| 8     | NED Países Baixos  |                 | 2                |                   | 2  | 4               |
| 9     | FRA França         |                 | 1                | 2                 | 3  | 2               |
| 10    | BRA Brasil         |                 | 1                | 1                 | 2  | 4               |
| 10    | ITA Itália         |                 | 1                | 1                 | 2  | 4               |
| 12    | SLO Eslovênia      |                 | 1                |                   | 1  | 10              |
| 12    | LTU Lituânia       |                 | 1                |                   | 1  | 10              |
| 14    | GER Alemanha       |                 |                  | 1                 | 1  | 10              |
| 14    | ARG Argentina      |                 |                  | 1                 | 1  | 10              |
| 14    | GRE Grécia         |                 |                  | 1                 | 1  | 10              |
| 14    | ISR Israel         |                 |                  | 1                 | 1  | 10              |
| 14    | SWE Suécia         |                 |                  | 1                 | 1  | 10              |
| TOTAL | TOTAL              | 11              | 11               | 11                | 33 | —               |